# Euphyia heterotropa
Euphyia heterotropa är en fjärilsart som beskrevs av Turner 1925. Euphyia heterotropa ingår i släktet Euphyia och familjen mätare. Inga underarter finns listade i Catalogue of Life.